# بوذية تشان
تشان (بالصينية المبسطة: 禅، بالصينية التقليدية: 禪، بالبينيين: Chán، وهي آتية من الكلمة الصينية: 禪那، بالبينيين: chánnà) من الكلمة السنسكريتية ديانا (تعني «التأمل» أو «الحالة التأملية»)، هي مدرسة صينية من بوذية الماهايانا. تطورت هذه المدرسة في الصين منذ القرن السادس الميلادي، وأصبحت المدرسة السائدة في إبان حكم سلالة تانغ وسلالة سونغ. بعد حكم سلالة يوان، اختلطت مدرسة تشان قليلًا أو كثيرًا ببوذية الأرض الطاهرة.
مدرسة تشان هي المدرسة التي نشأت منها بوذية الزن (وكلمة زن هي اللفظ الياباني للحرف نفسه، وهي الكلمة الشائعة للدلالة على هذه المدرسة اليابانية). انتشرت بوذية تشان من الصين جنوبًا إلى فيتنام حيث سميت ثيين، وشمالًا إلى كوريا وسميت سيون، وفي القرن الثالث عشر انتشرت شرقًا إلى اليابان وسميت مدرسة زن اليابانية.

## خلفية عقدية
مع أن رواية الزن تقول إنها «انتقال خاص إلى خارج النصوص»، أي انتقال «لا يقف على الكلمات»، فإن لمدرسة زن خلفية عقدية غنية.

### الأقطاب
تتميز مدرسة تشان الصينية الكلاسيكية بمجموعة من الأقطاب: المطلق والنسبي، طبيعة البوذا والسونياتا، الاستنارة الفجائية والتدريجية، الانتقال الباطني والظاهري.

#### المطلق والنسبي
تؤكد سوترات البراجناباراميتا والمادياماكا على لاثنائية الشكل والفراغ: «الشكل فراغ، والفراغ شكل»، كما ورد في سوترة القلب. فُهمت هذه العبارة بمعنى أن الحقيقة المطلقة ليست عالمًا متعاليًا، بل هي مساوية للعالم اليومي للحقيقة النسبية التي نعيشها. ناسبت الفكرة الثقافة الصينية، التي كانت تؤكد على أهمية العالم الدنيوي والمجتمع الدنيوي. ولكن هذا لم يشرح شرحًا كاملًا كيفية حضور المطلق في العالم لانسبي. أُجيب عن هذا السؤال في مخططات مثل مخططات مراتب توزان الخمس، والثيران العشرة، وسبل هاكوين الأربعة للمعرفة.
تعطي عقيدة الحقيقتين المادياماكية وعقيدة الطبائع الثلاث اليوغاكارية وعقيدة تريكايا تصويرات للتفاعل بين المطلق والنسبي.

#### طبيعة البوذا والسونياتا
عندما دخلت البوذية إلى الصين فُهمت على الطريقة المحلية. اجتهدت عدة فِرَق لكَسب فهم للنصوص الهندية. أُقِرّت سوترات التاثاغاتاربا وفكرة طبيعة البوذا بسبب التشابهات الظاهرة بينها وبين الطاو، الذي كان يفهم على أنه الحقيقة المتعالية التي تشكل المبدأ لعالم الظواهر. فُهمت السونياتا أول الأمر على أنها مشيرة إلى مفهوم الوو الطاوي.
تؤكد عقيدة طبيعة البوذا على أن كل الكائنات الحاسّة لها طبيعة البوذا (بالسنسكريتية: بوذاداتو، أي عنصر البوذا، أو مبدأ البوذا)، وهو العنصر الذي ينبع منه الوعي. تقول سوترات التاثاغاتاغاربا إن كل كائن حي يمكن أن يدرك الوعي. ذلك لأن كانت البوذية تقدم الخلاص لكل الناس، لا للرهبان فقط أو للذين حرروا أنفسهم تحريرًا كاملًا أو شبه كامل من كارما الحيوات السابقة. تشرح نظرية الأوعاء الثمانية اليوغاكارية كيف أن المدخلات الحسية والعقل يشكلان العالم الذي نعيشه، ويخفيان الألاياجنانا، أي طبيعة البوذا.
عندما يُدرَك هذا الإمكان، وتُنهى التلوّثات، تتجلى طبيعة البوذا على هبئة الدارماكايا، أي الحقيقة المطلقة التي تتخلل كل شيء في العالم. وهكذا، فهي أيضًا الحقيقة الأولى التي نبعت منها الحقيقة الظاهرية. فإذا أصبح هذا الفهم مثاليًّا، أصبحت هذه الحقيقة هي الحقيقة المتعالية التي تقبع تحت عالم الظواهر.
أما السونياتا فتشير إلى «خلاء» أو عدم كل «الأشياء» مع أننا ندرك عالمًا من الأشياء المتصلة والمنفصلة، التي نحددها بالأسماء، فإن التحليل الدقيق يؤدي إلى انحلال الأشياء، ويتركها فارغة من الوجود الجوهري الحقيقي. تبيّن سوترة القلب هذا الأمر، وهي نص من سوترات البراجنياباراميتا، في المقولة التالية التي تجعل السكاندات الخمس «خاليةً»:
يشرح يوغاكارا هذا الخلاء بتحليلٍ للطريقة التي ندرك بها الأشياء. إذ كلُّ شيءٍ ندركه هو نتيجة لعمل السكاندات الخمس، نتائج الملاحظة والإحساس والإرادة والتمييز. تشكل السكاندات الخمس معًا الوعي. فالأشياء التي نعيها ليست هي الأشياء كما هي، بل ما هي إلا مفاهيم مجردة.
استغرقت البوذية الصينية قرونًا عديدة حتى أدركت أن السونياتا ليست مطابقة لمفهوم الوو، وأن البوذية لا تفترض وجود روح دائمة. لم تزل آثار هذه الخلفيات العقدية والنصية ظاهرة في مدرسة الزن اليابانية. لم يزل معلمو الزن يتحدثون عن كبيعة البوذا، ولكن تراث مدرسة الزن يؤكد أيضًا على أن طبيعة البوذا هي نفسها سونياتا، أي على غياب روح مستقلة جوهرية.

#### الاستنارة الفجائية والتدريجية
في مدرسة زن البوذية رأيان واضحان عن طريق الاستنارة، هما الاستنارة الفجائية والاستنارة التدريجية.
عرَف التشانيون الأوائل «تسامي البدن والعقل»، الذي يتبعه «عدم التلوّث بالمعرفة والملاحظة»، أو الإلهام المفاجئ بالطبيعة الحقّة (تشيانتشنغ) الذي يتبعها تطهير متدرج للدواخل.
في القرن الخامس تأثر تاريخ مدرسة تشان تأثرًا كبيرًا بشنهوي، الذي أنشأ انقسامًا بين ما سُمّي تعليم الجبل الشرقي أو «المدرسة الشمالية»، التي يقودها يوكوان شنتشوي، وبين طريقته هو، التي سماها «المدرسة الجنوبية». أبرَز شنهوي هويننغ وجعله البطريرك التشاني السادس، وأكد على الاستنارة الفجائة، خلافًا للاستنارة التدريجية المزعومة للمدرسة الشمالية التي كانت موجودةً حينها. حسب مفهوم الاستنارة الفجائية الذي روجه شنهوي، فإن الإلهام بالطبيعة الحقة يأتي فجأة، حتى لا يمكن وجود سوء فهم بعد ذلك لهذه الطبيعة.
في سوترة المنصة، حُلّ أمر الانقسام بين الفجائي والتدريجي. خفف غويفنغ زونغمي، وهو الخليفة الخامس لشنهوي، الحدّة بين الفجائي والتدريجي. حسب فهمه فإن الوعي الفجائي يشير إلى رؤية الطبيعة الحقة للإنسان نفسه، ولكن يجب أن يتبعها تثقّف متدرّج لبلوغ مرتبة بوذا.
أشار إلى هذا التثقف المتدرج أيضًا دونغشان ليانغجي، الذي وصف مراتب الاستنارة الخمس.

#### الانتقال الباطني والظاهري
في رأي بورب أن التركيز على الانتقال من العقل إلى العقل شكلٌ من أشكال الانتقال الباطني، الذي «ينتقل فيه التراث والعقل المستنير حتى يكونا وجهًا لوجه». يمكن أن يمثّل هذا مجازيًّا كأنه انتقال من شعلة شمعة إلى شمعة أخرى، أو من وريد إلى آخر. أما الانتقال الظاهري فيتطلب «وصولًا مباشرًا إلى التعليم من خلال اكتشاف شخصي لحياة الفرد نفسه. وهذا النوع من الانتقال والتغيّر في الهوية يمثله ويرمز لها اكتشاف مشكاة مضيئة، أو مرآة.»

## التعاليم والممارسة

### أمثولة البوذيساتفا
لما كانت مدرسة تشان مدرسةً من بوذية الماهايانا، اعتمدت عليها في كثير من مفاهيمها الرئيسة، منها أمثولة البوذيساتفا. كارونا هو نظير براجنا. تمثل أفالوكيتسفارا السعي من أجل كارونا، أي الرحمة.
من الأشياء المركزية في مدرسة تشان التأمل أو ديانا. في مدرسة لينجي (رينزاي) يضاف إلى التأمل دراسة الكوان.

### التأمل في مدرسة تشان
في ممارسة التأمل، تعتقد مدرسة تشان أن أفكار العقيدة والتعاليم بجوهرها تشكل أفكارًا متنوعة أخرى ومظاهر تضمر الحكمة المتسامية التي في طبيعة البوذا التي في كل موجود. سميت عملية الاكتشاف هذه أسماء عديدة منها: «الاستبطان»، «خطوة إلى الخلف»، «الدوران»، «توجيه العين نحو الداخل».

## الرهبانية في مدرسة تشان
طورت مدرسة تشان نظامًا رهبانيًّا مستقلًّا.

### إعلاء قدر الحياة اليومية
مع نمو مدرسة تشان في الصين، استقل نظامها الرهباني أيضًا، وصار يركز على الممارسات في كل جوانب الحياة. صارت المعابد تعلي قدر العمل والتواضع، فتوسع تدريب مدرسة تشان ليشمل الأعمال الدنيوية للحياة اليومية. كتب دايسيتسو تيتارو سوزوكي أن كل جوانب هذه الحياة هي: حياة تواضع، وحياة عمل، وحياة خدمة، وحياة صلاة وشكر، وحياة تأمل. ترك المعلم الصيني التشاني بايجانغ (720–814 ميلادي) وراءه عبارة شهيرة كانت مبدًا هاديًا في حياته: «يومٌ بلا عمل يومٌ بلا طعام».